# Askainen
Askainen (Villnäs en suédois) est une ancienne municipalité du sud-ouest de la Finlande, dans la province de Finlande occidentale et la région de Finlande du Sud-Ouest.
Askainen et Lemu ont fusionné avec Masku le 1er janvier 2009.

## Géographie
Elle se situe à seulement 27 km du centre de Turku, la capitale provinciale. La plupart des 35 villages ne sont guère plus que des hameaux d'une poignée de fermes.

## Histoire
Pour tous les Finlandais, Askainen évoque immanquablement la famille Mannerheim. Le premier représentant connu de cette famille de nobles suédois est le baron Carl Erik Mannerheim, qui est impliqué dans la conspiration d'Anjala qui échoue en 1788 à renverser le roi Gustave III de Suède. Il descend d'un homme d'affaires allemand, propriétaire de moulins, Henrik Marhein, qui a émigré à Gävle en Suède dans les années 1640, alors que la Suède et Finlande ne formaient à l'époque qu'un seul et même pays (voir histoire de la Finlande). On a cependant longtemps pensé que la famille était originaire des Hollande. Après son amnistie, Carl Erik Mannerheim rachète en 1795 le manoir de Louhisaari à la famille Fleming qui le possédait depuis le XVe siècle et installe sa famille à Askainen. La famille reçoit en 1824 le droit de donner le titre de comte à ses premiers nés, les cadets héritant de celui de baron.
Les représentants les plus célèbres de la famille sont tous nés à Askainen, que ce soit Carl Gustav Mannerheim, Sophie Mannerheim ou bien sûr le maréchal Carl Gustaf Emil Mannerheim, régent, commandant en chef des armées finlandaises pendant la Seconde Guerre mondiale, puis 6e président de la république dans la période troublée de l'après-guerre.
Aujourd'hui, les touristes finlandais se pressent à Louhisaari, à la fois pour voir le manoir lui-même, dont le bâtiment principal date de 1655, et pour voir le lit où naquit le futur héros national.

## Galerie

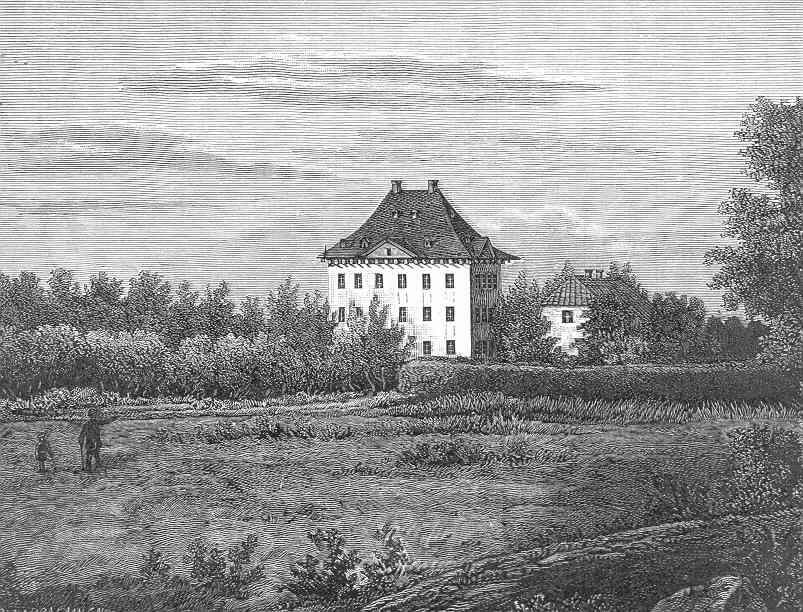
Louhisaari en 1900
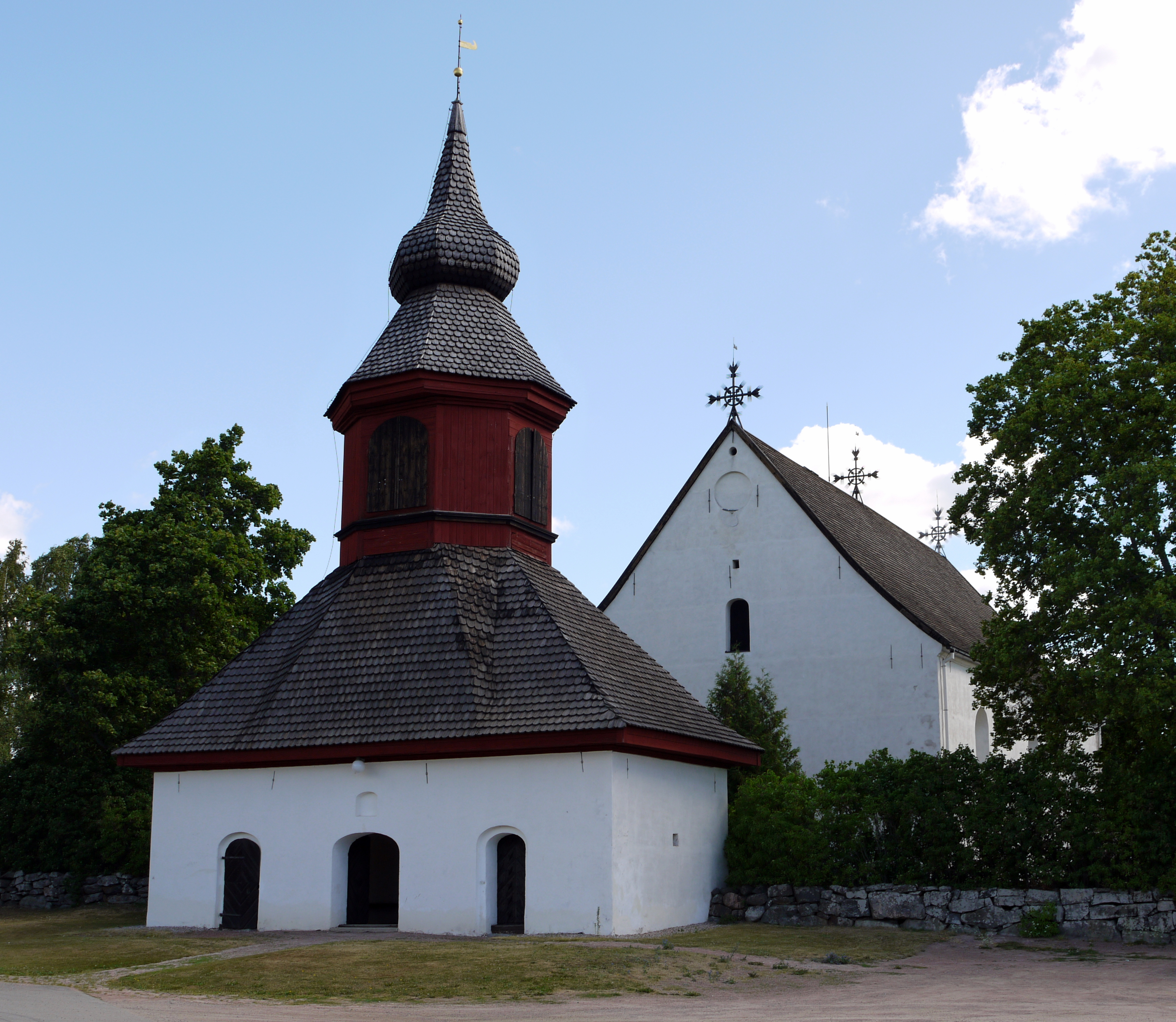
l'église d'Askainen